# Ида (гора)
И́да (греч. Ίδη, Иди), Псилори́тис (греч. Ψηλορείτης) — высочайшая гора острова Крит (2434 м). Расположена в центральной части острова.
Горный массив Ида включает в себя пять вершин: Тимиос-Ставрос (2434 м), Агафиас (2424 м), Столистра (2325 м), Вулумену (2267 м) и Кусакас (2209 м).
К востоку от Иды находится плато Нида, самая нижняя точка которого расположена на высоте 1412 м. В западной части плато находится вход в знаменитую Идейскую пещеру, где согласно древнегреческой мифологии вырос Зевс. В ней было найдено немало исторических ценностей, включая бронзовые щиты VII века до н. э. На южном склоне находится пещера Камарес, где были обнаружены знаменитые минойские сосуды, получившие название «сосудов Камарес». Некоторые из них экспонируются в Археологическом музее Ираклиона.
Каменистые склоны Иды покрыты разрежённым покровом из колючих полукустарников, кустарников и жёстких трав. На восточных склонах горы сохранились участки лесов, некогда покрывавших всю территорию Крита.
Горный массив Ида особенно богат плоскими камнями, которые хорошо подходят для постройки пастушьих хижин митато. На северо-западном склоне расположен известный монастырь Аркади.
На вершине Скинакас (Σκίνακας) расположена одноимённая обсерватория, основанная Университетом Крита, фондом Foundation for Research & Technology – Hellas (FORTH) и Институтом внеземной физики Общества Макса Планка.

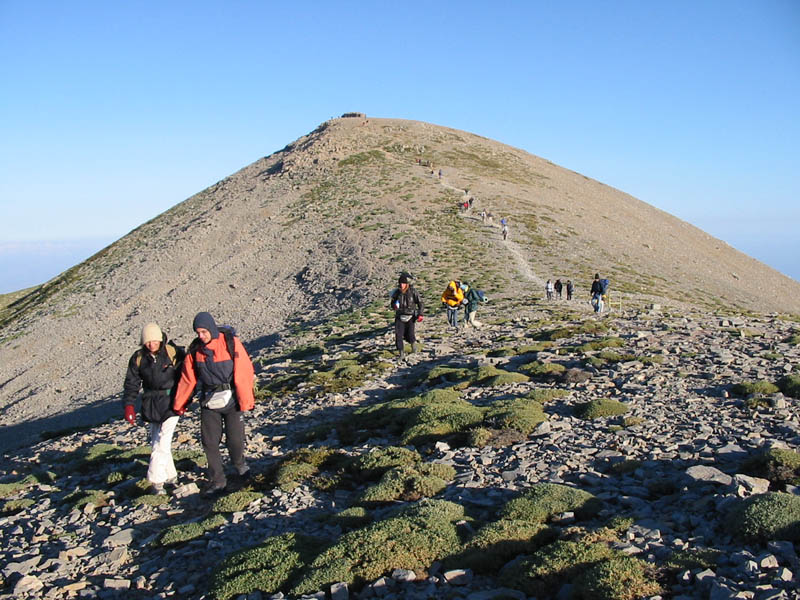
Восточный гребень
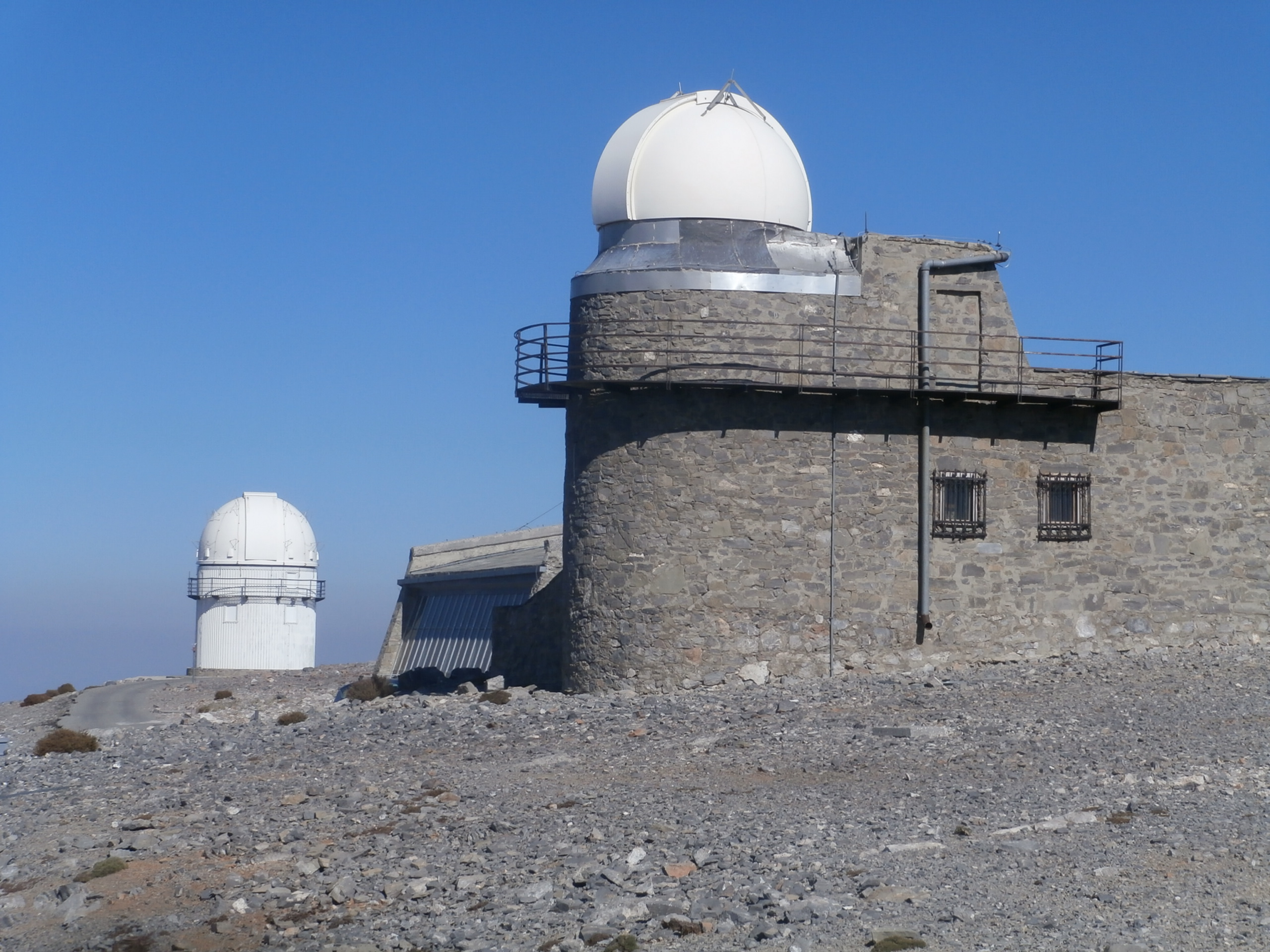
Обсерватория Скинакас[англ.]
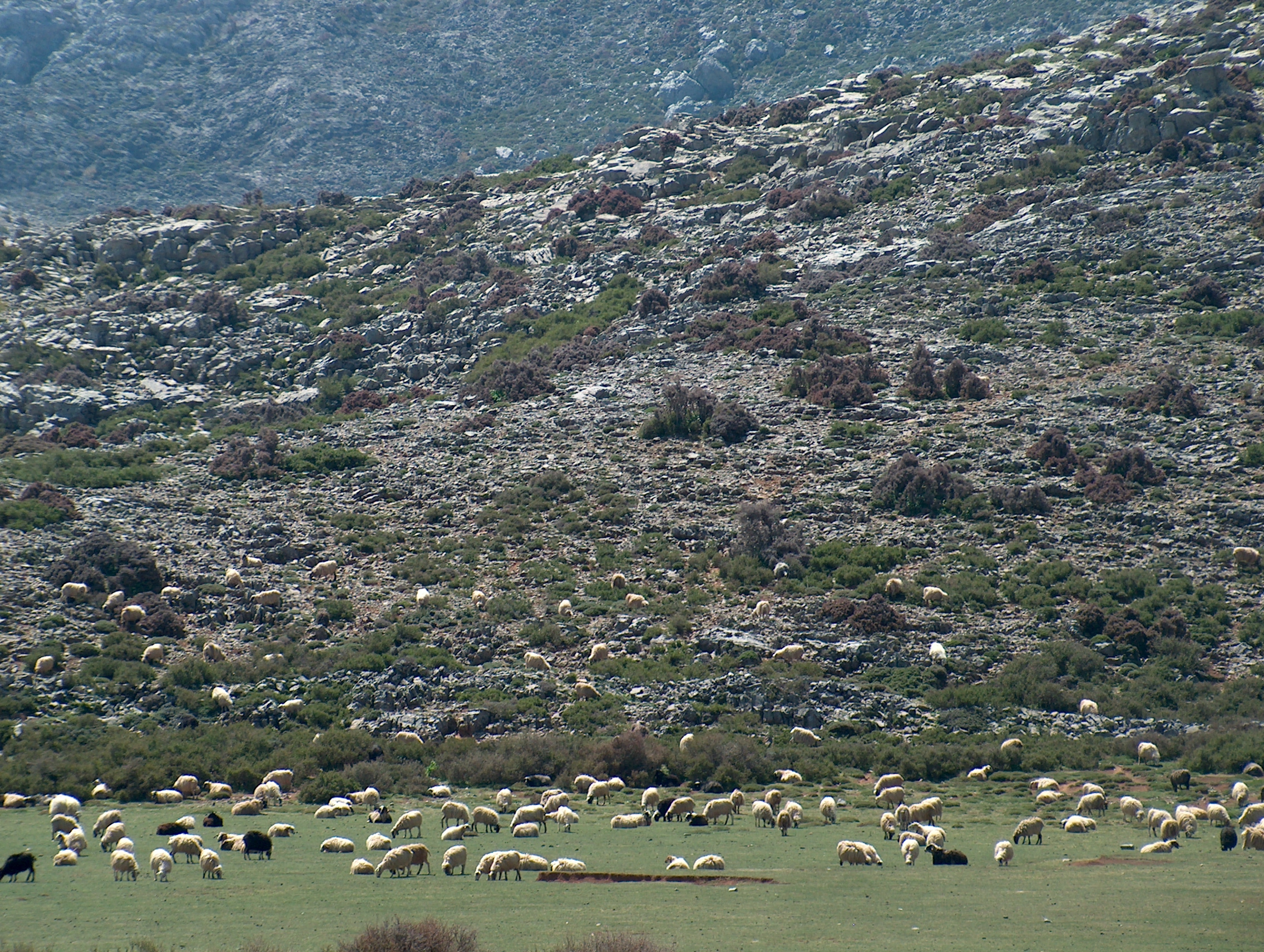